# Sweet Donuts
Singles de Perfume (groupe)
Kareshi Boshūchū
(2002) Monochrome Effect
(2004)
Sweet Donuts (スウィートドーナッツ) est le 3e single du groupe de J-pop Perfume et le premier single sous la direction de Yasutaka Nakata.

## Membres
- Yuka Kashino (樫野 有香?)
- Ayaka Nishiwaki (西脇 綾香?)
- Ayano Ōmoto (大本 彩乃?)

## Pistes
| No | Titre                                            | Paroles      | Musique         | Artiste Original | Durée |
| -- | ------------------------------------------------ | ------------ | --------------- | ---------------- | ----- |
| 1. | Sweet Donuts (スウィートドーナッツ)              | Kinoko       | Yasutaka Nakata |                  |       |
| 2. | Secret Message (シークレットメッセージ)          | Kinoko       | Yasutaka Nakata |                  |       |
| 3. | Jenny ha Gokigen Naname (ジェニーはご機嫌ななめ) | Yūji Okiyama | Haruo Chikada   | Juicy Fruits     |       |